# La mano izquierda de la oscuridad
La mano izquierda de la oscuridad (título original en inglés: The Left Hand of Darkness) es una novela de ciencia ficción escrita por Ursula K. Le Guin y publicada en marzo de 1969 por la editorial Ace Books. Apareció en formato de libro de bolsillo dentro de la colección «Especiales de ciencia ficción Ace» (Ace Science Fiction Specials) cuya serie 1 editó Terry Carr. En septiembre del mismo año apareció la edición en tapa dura publicada por Walker & Co. La primera edición en español fue publicada en 1973 por la editorial Minotauro dentro de su colección Otros Mundos.
La novela ganó los prestigiosos premios Nébula de 1969 y Hugo de 1970. Una de las primeras obras importantes de la ciencia ficción feminista (aunque a Le Guin no le gustan estos rótulos), es el relato de los esfuerzos de Genly Ai, representante de la federación galáctica de mundos (el Ekumen), para incorporar el mundo de Gueden a la sociedad galáctica. Le Guin desarrolló esta idea por un deseo de explorar qué era lo fundamental que quedaba de la naturaleza humana cuando el sexo biológico dejaba de ser una constante. La mano izquierda de la oscuridad es un hito significativo en la creciente sofisticación del tratamiento del sexo en la ciencia ficción que se desarrolló en los años 1970.

## Argumento
Esta novela trata del género y la sexualidad a través de los ojos de un terrestre llegado al planeta Invierno, colonia en la que los habitantes han mutado a hermafroditas capaces de cambiar de sexo. Los habitantes de Gueden son andróginos, biológicamente humanos bisexuales; durante aproximadamente tres semanas del mes son biológicamente neutros y en la semana restante son machos o hembras, hecho determinado por la influencia feromonal de su compañero sexual. Nadie sabe que sexo le tocará, aunque en ocasiones el individuo puede elegir el sexo, según su preferencia, por medio de drogas. Así pues, un individuo puede tanto ser el padre como dar a luz hijos, hecho que se da aún en las parejas estables. 
En el momento histórico que transcurre la historia los investigadores suponen que los guedenianos fueron creados mediante ingeniería genética, posiblemente para maximizar el éxito reproductivo en el severo mundo glacial de Gueden, bien como un experimento destinado a determinar si una sociedad sin relaciones de dominación sexual podía dedicarse a la guerra, o simplemente porque los antiguos ingenieros biológicos sentían curiosidad por la manera en que se comportarían tales gentes.
Genly Ai es un enviado del Ekumen en el planeta Gueden, llamado Invierno por encontrarse en una edad glaciar. Su misión es conseguir que el planeta se una a la liga de los mundos, y para ello lleva dos años en la capital del país de Karhide, intentando que el primer ministro Derem Estraven le consiga una cita con el rey Argaven. Pero la entrevista demuestra que el rey está loco. Estraven es acusado de traición y exiliado, y Ai prueba suerte en Orgoreyn, el otro país grande, a donde Estraven ha huido. El tiempo pasa, y los orgotas consideran a Ai un espía, y lo envían a una granja de confinamiento «voluntario» en el norte. Allí, sometido a las condiciones extremas del clima, la mala alimentación, y la administración de drogas para evitar el kémmer, muere poco a poco. Pero Estraven, que lo ha buscado, lo rescata y juntos cruzan las regiones más desoladas de Gueden, en pleno invierno, en un viaje de ochenta y un días, para llegar a Karhide. Allí pretenden buscar una radio para avisar a la nave de Ai. Estraven, aún proscrito, es delatado e intenta cruzar nuevamente la frontera, pero los guardias lo matan. Cuando la nave baja, el rey Argaven firma la alianza.

## Análisis
Gran parte de la novela es una exploración de una sociedad neutral, una sociedad en la cual el conflicto sexual no desempeña ningún papel. La afirmación más provocadora de la autora es que tal mundo no tendría una historia de guerra: al faltar un profundo sentido de la dualidad implícito en las marcadas divisiones de sexo, a los guedenianos les faltaría un componente necesario del nacionalismo. Su sentido del nosotros contra ellos se ve muy mitigado por su intuitiva comprensión de que no hay verdadera diferencia, que cualquier distinción es, al menos, arbitraria.
En cambio, los guedenianos tienen un elaborado sistema de prestigio social en el cual los individuos realizan sutiles maniobras para asegurar su posición, el mismo tipo de conflicto social que se encuentra en los grupos homogéneos. La demonización de los otros es artificial y temporal; las alianzas van y vienen, y las costumbres culturales que prevalecen están determinadas y protegidas por la siguiente división más clara entre grupos: la geografía. Existen naciones y diferentes lugares tienen diferentes sociedades, pero en los bordes se mezclan. Incursiones de bajo nivel de valor indeterminado preservan un sentido de hostilidad y división que es útil para propósitos políticos internos, pero hay poco verdadero deseo de conquistar realmente otra nación. Es más, el concepto de guerra total es desconocido para las sociedades guedenianas.
La mirada femenina de una cultura utópica como la de Gueden está intencionalmente desprovista de la noción de «la guerra», pero fuertemente marcada por la noción de «la intriga» que influye fuertemente en los destinos del planeta.